# نبت حتبت
نبت-حتبت، هي إلهة مصرية قديمة. اسمها يعني "سيدة القرابين" أو "السيدة المُرضية". كانت تُعبد في هليوبوليس كالنظيرة الأنثوية للإله أتوم. كانت تجسد يد أتوم، المبدأ الأنثوي للخلق، ويمكن أن تكون لقباً للإلهة حتحور، ولكنها بخلاف ذلك لم تكن لها أهمية كبيرة.